# Regiópole

Os círculos vermelhos indicam as possíveis regiópoles na Alemanha.

Regiópole é um neologismo que designa uma cidade fora do núcleo de uma região metropolitana, servindo como força dirigente para o desenvolvimento em uma região mais ampla. O conceito é usado para desenvolver áreas urbanas de porte médio dentro de contextos regionais, nacionais e globais. Para sua região envoltória, os termos "região da regiópole" e "região regiopolitana'".
O termo regiópole é um hibridismo nascido da junção das palavras "região" e "pólis" (do grego: "cidade"), e é usado no contexto do planejamento urbano e regional. Foi desenvolvido pelos professores Iris Reuther e Jürgen Aring na Alemanha em 2006, tendo Rostock como o primeiro modelo e exemplo de regiópole. Para usar e continuar o desenvolvimento de seu potencial comum, várias cooperações entre a regiópole, sua região envoltória, seus parceiros comerciais e regiões metropolitanas adjacentes são promovidas.

## Características
Em contraste com uma metrópole, uma regiópole é caracterizada por centros urbanos de menor porte com alta importância funcional para os municípios à sua volta. Desta forma, geralmente situam-se fora de áreas metropolitanas. Outras características:
- O tamanho (não a maior cidade do país, mas num tamanho relevante para o contexto nacional);
- Boa acessibilidade combinada com uma boa infraestrutura;
- Grande importância econômica;
- Concentração de potencial inovador;
- Presença de universidades.

Estas características foram estabelecidas dentro do contexto alemão; objetiva-se desenvolvê-los dentro de um contexto europeu.

## Regiópole de Rostock

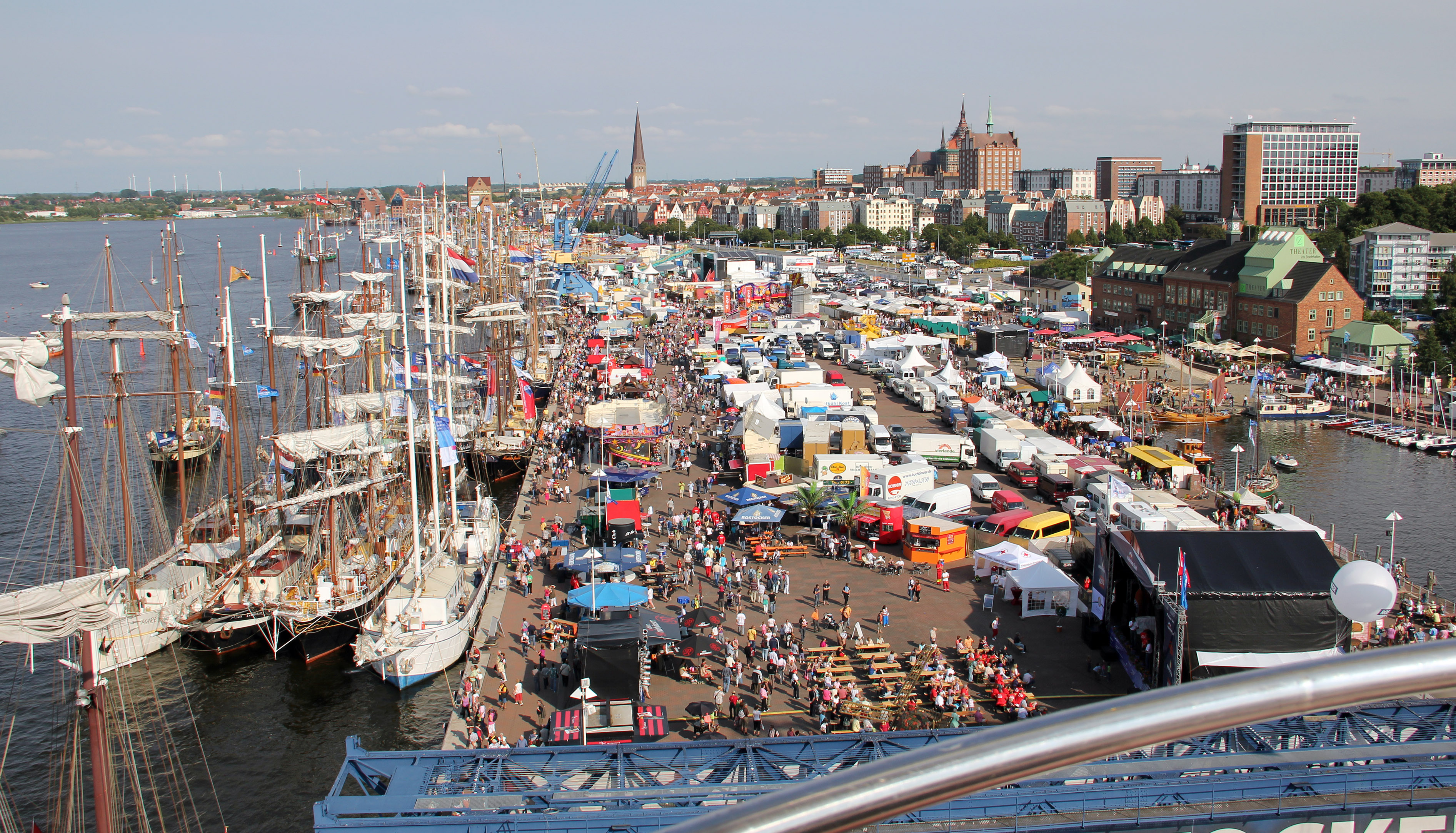
O porto da cidade de Rostock durante o festival marítimo Hanse Sail.

A primeira cidade alemã considerada dentro do contexto de regiópole é Rostock. Uma força-tarefa com diferentes instituições, tais como a cidade hanseática de Rostock, o distrito administrativo de Rostock, a Associação de Planejamento Regional de Mecklenburg e as organizações locais de comércio trabalham na promoção do conceito. O objetivo é o de construir uma rede nacional e europeia de regiópoles, comparável à da METREX (Regiões e Áreas Metropolitanas Europeias).

### Características da Regiópole de Rostock

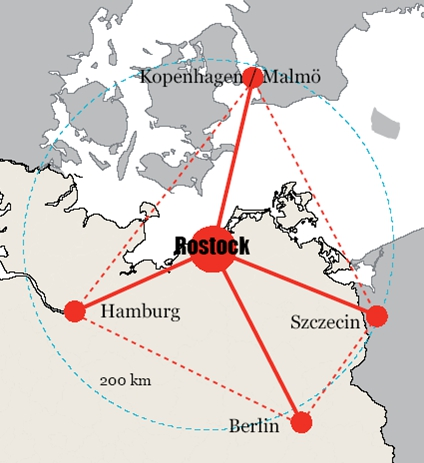
Localização da regiópole de Rostock.

- Rostock é o centro urbano mais importante entre as áreas metropolitanas de Hamburgo a oeste, a de Szczecin (Polônia) a leste, Copenhague-Malmö (Região Transnacional de Oresund, Dinamarca/Suécia) a norte e Berlim ao sul;
- A região de Rostock é o portal alemão para os países bálticos, a Rússia e a Escandinávia;
- Rostock é a cidade economicamente mais forte no Mecklemburgo-Pomerânia Ocidental;
- Rostock Port é um importante centro regional[5] in Northern Germany;
- Mais de 30 das 100 maiores empresas de Mecklemburgo-Pomerânia Ocidental operam na região de  Rostock;
- A mais antiga universidade no Norte da Europa está localizada em Rostock;
- Rostock é a cidade mais populosa de Mecklemburgo-Pomerânia Ocidental, com fluxo migratório positivo;
- A região de Rostock se situa no eixo europeu que conecta o Mar Báltico ao Mar Adriático;[6]
- Rostock é sede do evento marítimo “Hanse Sail”;
- Rostock é um dos principais destinos turísticos de Mecklemburgo-Pomerânia Ocidental;
- A região de Rostock faz parte da rede de pesquisa “BioConValley[7]”.

### Realizações
- O conceito de regiópole foi desenvolvido na Universidade de Kassel em 2006;
- Rostock foi a primeira cidade a adotar o conceito;
- Desde 2009 o assunto passou a ser cada vez mais discutido na região, com a adoção progressiva do termo nos níveis estadual e federal de governo;
- Em 2011 um encontro informal de representantes de potenciais regiópoles foi feito em Berlim;
- Em 2012 a agência de desenvolvimento da regiópole foi estabelecida;
- Uma força-tarefa para o desenvolvimento futuro da regiópole de Rostock foi estabelecido em 2013.
- Em 2014, foi realizada em Rostock mais uma edição do festival regio:polis[8] com apoio da região de Guldborgsund (Dinamarca).[3]